# Signal Corps Dirigible No. 1
O Signal Corps Dirigible No. 1 foi a primeira aeronave motorizada encomendada para o Signal Corps pela sua Divisão Aeronáutica. A compra do SC-1, um dirigível projetado por Thomas Baldwin, foi o resultado dos esforços do brigadeiro James Allen, depois de assistir à demonstração feita por Baldwin no encontro aéreo de St. Louis em 1907. Allen pressionou o exército para comprar um dirigível, pois os exércitos europeus já tinham dirigíveis desde a virada do século XX.
Em 5 de agosto de 1908, o exército testou o SC-1 em Fort Myer, Virginia. A aeronave se enquadrou próxima ao objetivo voar por duas horas a 32 km/h para atingir o preço de $ 8.000 por unidade. O exército aceitou formalmente a aeronave como Signal Corps Dirigible No. 1, pagando $ 5.737,50. Em 28 de agosto de 1908, os tenentes Frank Lahm, Thomas Selfridge e Benjamin Foulois foram treinados para pilotar a aeronave.
Depois que o segundo tenente John G Winter Jr, do sexto regimento de cavalaria, foi designado para servir na Aeronautical Division em 1909, o destacamento de balões foi transferido para Fort Omaha, Nebraska.
Em 26 de maio, os tenentes Lahm e Foulois fizeram um voo no SC-1 em Fort Omaha efetuando várias manobras. O SC-1 permaneceu lá até ser sucateado em 1912. O exército não adquiriu outro dirigível até depois da Primeira Guerra Mundial.
|  |